# Myoporum boninense
Myoporum boninense är en flenörtsväxtart. Myoporum boninense ingår i släktet Myoporum och familjen flenörtsväxter.

## Underarter
Arten delas in i följande underarter:
- M. b. australe
- M. b. boninense